# (6488) Drebach
(6488) Drebach (1991 GU9) – planetoida z grupy pasa głównego asteroid okrążająca Słońce w ciągu 3,93 lat w średniej odległości 2,49 j.a. Odkryta 10 kwietnia 1991 roku.